# Florika Fink-Hooijer
Pour les articles homonymes, voir Fink.
Florika Fink-Hooijer est une fonctionnaire européenne à la Commission européenne. Elle dirige la direction générale de l'environnement, qui détient de grandes responsabilités dans le cadre du Pacte vert pour l'Europe.
Elle rejoint la Commission européenne en 1990 et occupe divers postes de direction de haut niveau dans le domaine de la politique extérieure et de sécurité, de l'aide humanitaire, de la réduction des risques de catastrophes et de la protection de l'environnement.

## Jeunesse et éducation
Florika Fink-Hooijer est née à Darmstadt, en Allemagne, et grandit à Berlin. Elle étudie le droit à l'Université rhénane Frédéric-Guillaume de Bonn et à l'Université de Lausanne, avant de terminer un master en droit international et comparé à la Vrije Universiteit Brussel,.
Elle obtient ensuite un doctorat en droit d'auteur à l'Université libre de Berlin avec une thèse sur le sujet de la résiliation immédiate dans le droit des contrats de droit d'auteur,.
Avant de rejoindre la Commission européenne, elle travaille dans des cabinets d'avocats tels que Nordemann, Vinck & Hertin à Berlin et De Brauw Blackstone Westbroek à La Haye.

## Carrière européenne
Elle commence sa carrière en tant que fonctionnaire européenne à la Commission européenne en 1990, où elle occupe d'abord des postes d'administrateur au sein du département du marché intérieur et des politiques extérieures, et où elle écrit beaucoup sur la politique de l'UE,,,.
En 1995, elle devient membre du cabinet de Monika Wulf-Mathies, commissaire chargé de la politique Politique régionale de l'Union européenne. Elle est chargée de l'élaboration des instruments de préadhésion dans le cadre de l'Agenda 2000.
À partir de 1999, elle contribue à la création de la Convention sur le brevet européen ainsi que de nouvelles approches sur le droit d'auteur, le commerce électronique et la protection des données à l'ère numérique au sein du cabinet du commissaire Frits Bolkestein, responsable du marché intérieur et des services financiers,.
Entre 2000 et 2010, elle occupe divers postes d'encadrement intermédiaire, d'abord à la Direction générale (DG) RELEX (le prédécesseur du Service européen pour l'action extérieure) puis au Secrétariat général de la Commission européenne. Au cours de cette période, elle contribue à la création de nombreuses missions civiles de crise de l'UE et des premières structures militaires de l'UE, ainsi qu'à la négociation et à la mise en œuvre pour la Commission européenne du système de certification du processus de Kimberly sur les diamants de la guerre,. Elle est ensuite responsable des relations bilatérales avec l'Asie du Sud-Est et du mécanisme de surveillance et de certification pour la Bulgarie et la Roumanie,,.
En 2010, elle dirige le cabinet de la vice-présidente Kristalina Georgieva pendant son mandat de commissaire à la coopération internationale, à l'aide humanitaire et à la réaction aux crises, aidant à créer le Centre européen de coordination de la réaction d'urgence et à renforcer les mécanismes de protection civile de l'UE,,.
En 2012, elle devient la première directrice politique de la direction générale de la protection civile européenne et des opérations d'aide humanitaire travaillant sur la crise Ebola et les groupes de réponse aux incidents maritimes. Elle renforce considérablement le rôle international que l'UE joue dans l'aide humanitaire et la réduction des risques de catastrophe,. Elle joue également un rôle déterminant dans la création du Corps volontaire européen d'aide humanitaire pour renforcer les capacités locales et la résilience des communautés touchées par les catastrophes. En tant que directrice des politiques d'aide humanitaire, elle a également façonné le mécanisme de coopération civilo-militaire pour une meilleure protection des civils dans les situations d'urgence,.
En 2016, elle est nommée directrice générale de la DG Interprétation, le plus grand service d'interprétation au monde,. Sous sa direction, le tout premier Centre de connaissances en matière d'interprétation est créé. Elle évoque alors la nécessité de « pérenniser » les services en renforçant les compétences existantes avec les nouvelles technologies, tout en précisant que l'intelligence artificielle peut être une révolution (non) souhaitée dans les services linguistiques,. Par la suite, elle fait avancer la numérisation du service en introduisant des fonctionnalités telles que la reconnaissance vocale automatique et d'autres services d'assistance aux interprètes. Pendant la pandémie de COVID-19, elle intensifie l'interprétation multilingue lors de réunions hybrides via de nouvelles plateformes et technologies numériques, ce qui est un « moment décisif » pour la profession d'interprète.
En 2020, elle devient directrice générale de la direction générale de l'environnement. Elle est responsable de la mise en œuvre du Pacte vert pour l'Europe axé sur l'économie circulaire, la biodiversité et la pollution zéro. Au nom de l'Union européenne, elle a participé à divers sommets, dont les sommets internationaux sur la biodiversité.

## Vie privée
Elle parle couramment l'allemand, l'anglais, le néerlandais et le français. Elle est mariée à son collègue fonctionnaire européen Johannes Jeroen Hooijer et a trois enfants.